# 安哥拉杜鰍鯰
安哥拉杜鰍鯰（学名：Doumea angolensis），為輻鰭魚綱鯰形目平鰭鮠科的一種熱帶淡水魚，其种加词“angolensis”意为“安哥拉的”。分布於非洲安哥拉寬扎河流域，體長可達7公分，棲息在底層水域，生活習性不明。